# 2017 울림PICK
"2017 울림PICK"은 대한민국에서 방영된 텔레비전 프로그램이다.